# ونیامین اما
ونیامین اما (روسی: Вениамин Евгеньевич Бут؛ زادهٔ ۱ august ۱۹۶۱ (۶۳ سال)) ورزشکار روئینگ اهل اتحاد جماهیر شوروی سوسیالیستی است.
وی در مسابقات کشوری و بین‌المللی در مجموع برندهٔ ۲ مدال طلا، ۳ مدال نقره شده‌است.